# 异丁烷
异丁烷（IUPAC命名2-甲基丙烷，又称甲基丙烷）是一种烷烃，与（正）丁烷互为同分异构体。异丁烷是一种无色无味的气体。它是具有三级碳原子（Tertiary carbon）的最简单的烷烃。异丁烷在石化工业中用作前体分子，例如用于合成异辛烷。

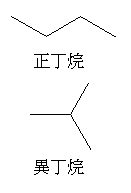
两种丁烷的结构

## 用途
异丁烷是炼油厂烷基化單元的主要原料。使用异丁烷生产出的汽油级 “混合料 ”具有较高的支化度和良好的燃烧特性。异丁烷的典型产品是2,4-二甲基戊烷，尤其是2,2,4-三甲基戊烷。

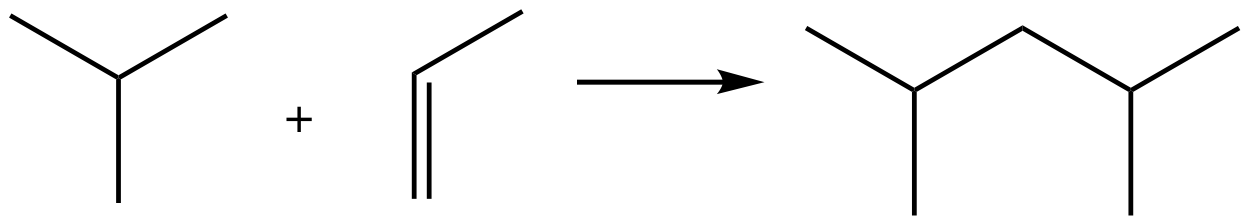
2,4-二甲基戊烷的典型酸催化路线。

### 溶剂
在雪佛龙菲利普斯制造高密度聚乙烯的浆料工艺中，异丁烷被用作稀释剂。在移除浆状聚乙烯的过程中，异丁烷被 “闪蒸 ”掉并冷凝，然后再循环到循环反应器中。

## 制冷剂
由于近年来人们对氟利昂引起的臭氧层破坏问题的关注，异丁烷作为氟利昂的替代品，使用逐渐增加。异丁烷可用作家用冰箱和冰柜中的制冷剂，也可用作喷雾器中的压缩气体。异丁烷作为制冷剂时的编号是R600a。

## 生產

丁烷异构化反应

異丁烷由丁烷异构化反应製得。

## 命名法
IUPAC在1993年推荐使用傳統的「异丁烷」名称，但在2013年時改為2-甲基丙烷。因為2號碳是丙烷中唯一能接上甲基而不改變主鏈的碳，所以也常省略「2-」而改稱為甲基丙烷。